# 吉斯特山
吉斯特山（英語：Mount Gist），是南極洲的山峰，位於瑪麗皇后地，處於斯特拉思科納山西北面15公里的登曼冰川源頭附近，根據美國海軍拍攝的空中照片繪入地圖，現時由南極條約體系管理。